# Kisbodza
Kisbodza (románul: Buzăiel) falu Romániában, Erdélyben, Brassó megyében.

## Fekvése
Bodzavámtól északkeletre fekvő település.

## Története
Kisbodza, Bodza– Buzăul Mic > Buzoel Buzăiel korábban Bodzavám (Vama Buzăului) része volt.
1956-ban 267 lakosa volt, az 1966-os népszámláláskor 417 lakosából 416 román, 1 magyar, 1977-ben 528 lakosából 515 román, 1992-ben 512 lakosából 511 román volt..